# Beckenbauer (Familienname)
Beckenbauer ist ein deutscher Familienname. Zu Herkunft und Bedeutung siehe Becker.

## Namensträger
- Alfons Beckenbauer (Fußballspieler) (1908–1974), deutscher Fußballspieler
- Alfons Beckenbauer (Historiker) (1922–1998), deutscher Historiker
- Franz Beckenbauer (Manager) (1898–1987), deutscher Industriemanager
- Franz Beckenbauer (1945–2024), deutscher Fußballspieler, -trainer und -funktionär
- Franz von Beckenbauer, deutscher Generalmajor
- Robert Beckenbauer (* 1961), deutscher Taekwondoin
- Stephan Beckenbauer (1968–2015), deutscher Fußballspieler, Sohn von Franz Beckenbauer